# Das Gesetz des Stärkeren
Das Gesetz des Stärkeren (Originaltitel: The Lawless Frontier) ist ein US-amerikanischer Western von Robert N. Bradbury aus dem Jahr 1934 mit John Wayne in der Hauptrolle. Der Film startete am 22. November 1934 im Verleih von Monogram Pictures in den US-amerikanischen Kinos.

## Handlung
John Tobin verfolgt in Begleitung seines alten Freundes Dusty und dessen Tochter Ruby den mexikanischen Banditen Pandro Zanti, mit dem John noch eine Rechnung offen hat. Vor Jahren hatte Zanti die Eltern von John ermordet. Für ihn gibt es seitdem nur noch einen Gedanken, er will die Ermordung seiner Eltern rächen.
Während der Verfolgung von Zantis Spur wird John selbst von einem Sheriff irrtümlich für einen Banditen gehalten. Es kostet sie einige Zeit, bis sie den Sheriff davon überzeugen konnten, dass der Verdacht gegenüber John unberechtigt ist. Anschließend nehmen sie die Verfolgung von Zanti wieder auf und John kann die Ermordung seiner Eltern rächen.

## Hintergrund
- Für die Produktion von Das Gesetz des Stärkeren zeichneten die Lone Star Productions und die Monogram Pictures verantwortlich
- Das Gesetz des Stärkeren wurde auf 35-mm-Schwarzweiß-Film gedreht und – mit einem Bildformat von 1,37:1 – auch 1934 in die Kinos gebracht.[2]

## Drehorte
- Kernville (Kalifornien)
- Red Rock Canyon State Park - Highway 14, Cantil
- Trem Carr Ranch - Placerita Canyon Road, Newhall (Kalifornien)